# 175 км (зупинний пункт)
175 кіломе́тр (також Гончарівка) — залізничний пасажирський зупинний пункт Луганської дирекції Донецької залізниці.
Розташований у смт Урало-Кавказ, Краснодонська міська рада, Луганської області на лінії Родакове — Ізварине між станціями Краснодон (14 км) та Ізварине (3 км).
Через військову агресію Росії на сході Україні транспортне сполучення припинене.